# Andriej Aleksandrow-Agientow
Andriej Michajłowicz Aleksandrow-Agientow (ros. Андрей Михайлович Александров-Агентов, ur. w 1918, zm. w 1993) – radziecki polityk, dyplomata i działacz partyjny.

## Życiorys
W 1940 ukończył oddział skandynawski Wydziału Filologicznego Leningradzkiego Instytutu Filozofii, Literatury i Historii, w latach 1940-1942 był korespondentem agencji TASS w Sztokholmie, później pracował w dyplomacji, początkowo w Misji ZSRR w Szwecji. Od 1947 pracownik centralnego aparatu Ministerstwa Spraw Zagranicznych ZSRR, doradca ministra spraw wewnętrznych, od 1948 członek WKP(b), ukończył Wyższą Szkołę Dyplomatyczną MSZ ZSRR, w latach 1961-1963 referent przewodniczącego Prezydium Rady Najwyższej ZSRR. W latach 1963–1966 pomocnik sekretarza ds. międzynarodowych, później pomocnik I sekretarza KC KPZR, w latach 1966-1986 pomocnik ds. międzynarodowych Sekretarza Generalnego KC KPZR, przez dekadę (1971-1981) zastępca członka, a między 1981 a 1986 członek KC KPZR. W latach 1974–1989 deputowany do Rady Najwyższej ZSRR od IX do XI kadencji. Laureat Nagrody Leninowskiej (1980) i Nagrody Państwowej ZSRR (1982). Pochowany na Cmentarzu Kuncewskim w Moskwie.